# Виляни
Виляни (пол. Wylany) — село в Польщі, у гміні Тшебешув Луківського повіту Люблінського воєводства.
Населення — 147 осіб (2011).
У 1975-1998 роках село належало до Седлецького воєводства.

## Демографія
Демографічна структура станом на 31 березня 2011 року:
|          | Загалом | Допрацездатний вік | Працездатний вік | Постпрацездатний вік |
| -------- | ------- | ------------------ | ---------------- | -------------------- |
| Чоловіки | 79      | 19                 | 49               | 11                   |
| Жінки    | 68      | 21                 | 29               | 18                   |
| Разом    | 147     | 40                 | 78               | 29                   |